# Ranzanico
Ranzanico (lombardul: Ranzanìch) település Olaszországban, Lombardia régióban, Bergamo megyében. Lakosainak száma 1224 fő (2023. január 1.). Ranzanico Bianzano, Spinone al Lago, Endine Gaiano, Peia, Gandino és Monasterolo del Castello községekkel határos.

## Népesség
A település lakossága az elmúlt években az alábbi módon változott:
| Lakosok száma | 1222 | 1230 | 1224 |
|               | 2017 | 2018 | 2023 |